# 嵌入下推自动机
嵌入下推自动机或 EPDA 是分析树-邻接文法(TAG)的计算模型。除了不再使用堆栈来存储符号之外，它类似于分析上下文无关文法的下推自动机。它有存储符号的重复堆栈组成的一个栈，这给予了 TAG 在上下文无关文法和上下文有关文法之间的复杂度，或者说是适度上下文有关文法的子集。

## 历史和应用
EPDA 最初由 K. Vijay-Shanker 在他 1998 年的博士论文中描述。它们已经被应用于更完整的描述适度上下文有关文法类，并向乔姆斯基层级扩展和精细了这个文法类。各种子文法，比如线性附标文法可以从而定义。它们还在自然语言处理中扮演重要角色。
尽管自然语言有使用上下文无关文法来分析的传统(参见转换-生成语法和计算语言学)，但这个模型不适合有交叉依赖的语言如荷兰语，而 EPDA 就适合。详细的语言分析可见于引文。

## 理论
首先重申 EPDA 是有一组其自身可以通过“嵌入栈”来访问的栈的有限状态机，每个栈包含“栈字母表” {\displaystyle \Gamma \,} 的元素，并且我们通过 {\displaystyle \,\sigma _{i}\in \Gamma ^{*}} 定义一个栈的元素，这里的星号是字母表的Kleene闭包。
每个栈都可以依据它的元素来定义，所以我们使用双剑符号来指示在自动机中的第 {\displaystyle \,j} 个栈: {\displaystyle \,\Upsilon _{j}=\ddagger \sigma _{j}=\{\sigma _{j,k},\sigma _{j,k-1},\ldots ,\sigma _{j,1}\}}，这里的 {\displaystyle \,\sigma _{k}} 将是在栈中的下一个可访问的符号。{\displaystyle \,m} 个栈的“嵌入栈”因此可以指示为 {\displaystyle \,\{\Upsilon _{j}\}=\{\ddagger \sigma _{m},\ddagger \sigma _{m-1},\ldots ,\ddagger \sigma _{1}\}\in (\ddagger \Gamma ^{+})^{*}}。
我们定义 EPDA 为七元组
{\displaystyle \,M=(Q,\Sigma ,\Gamma ,\delta ,q_{0},Q_{\textrm {F}},\sigma _{0})} 这里的
- {\displaystyle \,Q} 是“状态”的有限集合；
- {\displaystyle \,\Sigma } 是“输入字母表”的有限集合；
- {\displaystyle \,\Gamma } 是“栈字母表”的有限集合；
- {\displaystyle \,q_{0}\in Q} 是“开始状态”；
- {\displaystyle \,Q_{\textrm {F}}\subseteq Q} 只“最终状态”的集合；
- {\displaystyle \,\sigma _{0}\in \Gamma } 是“初始栈符号”
- {\displaystyle \,\delta :Q\times \Sigma \times \Gamma \rightarrow S} 是“转移函数”，这里的 {\displaystyle \,S} 是 {\displaystyle \,Q\times (\ddagger \Gamma ^{+})^{*}\times \Gamma ^{*}\times (\ddagger \Gamma ^{+})^{*}} 的有限子集。

所以转移函数选取一个状态，输入字符串的下一个符号，和当前栈的顶符号；并生成下一个状态，在“嵌入栈”上要压入和弹出的那些栈，当前栈的压入和弹出，和要在下一个转移中被当作当前栈的栈。更加概念的说，“嵌入栈”是被压入和弹出的，当前栈被随意的压回到“嵌入栈”，而你希望的任何其他栈将被压入它的顶部，带有最后的栈是在下一个重复中所读取的。所以，这些栈被同时压入当前栈的上面和下面。
一个给定的格局被定义为
{\displaystyle \,C(M)=\{q,\Upsilon _{m}\ldots \Upsilon _{1},x_{1},x_{2}\}\in Q\times (\ddagger \Gamma ^{+})^{*}\times \Sigma ^{*}\times \Sigma ^{*}}
这里的 {\displaystyle \,q} 是当前状态，{\displaystyle \,\Upsilon } 是在“嵌入栈”中的栈，带有 {\displaystyle \,\Upsilon _{m}} 是当前栈，而对于输入字符串 {\displaystyle \,x=x_{1}x_{2}\in \Sigma ^{*}}, {\displaystyle \,x_{1}} 是已经被机器处理的那部分字符串，而 {\displaystyle \,x_{2}} 是要处理的那部分，带有它的头部是当前所读的符号。注意空串 {\displaystyle \,\epsilon \in \Sigma } 被隐含的定义为终止符号，如果机器处于最终状态此时读到空串，则整个输入字符串被“接受”，如果不是则“拒绝”。这种“接受”了的字符串是如下语言的元素
{\displaystyle \,L(M)=\left\{x|\{q_{0},\Upsilon _{0},\epsilon ,x\}\rightarrow _{M}^{*}\{q_{\textrm {F}},\Upsilon _{m}\ldots \Upsilon _{1},x,\epsilon \}\right\}}
这里的 {\displaystyle \,q_{\textrm {F}}\in Q_{\textrm {F}}} 而 {\displaystyle \,\rightarrow _{M}^{*}} 定义转移函数按需要而多次应用来分析这个字符串。

## 引用
1. ↑  Vijay-Shanker, K. . Ph.D. Thesis (University of Pennsylvania). January 1988.
2. ↑  Weir, David J. . Computational Intelligence. 1994, 10: 431––439  [2007-11-21]. （原始内容存档于2007-02-16）.
3. ↑  Joshi, Aravind K.; Yves Schabes.  (PDF). Handbook of Formal Languages (Springer). 1997, 3: 69––124  [2007-11-21]. （原始内容 (PDF)存档于2007-02-05）.